# Engleski punokrvnjak
Engleski punokrvnjak (eng. Thoroughbred) pasmina je konja najbolje poznata po upotrebi u konjskim trkama. To su konji, koji su poznati po svojoj agilnosti, brzini i duhu.
Engleski punokrvnjak, kako je danas poznat, razvijen je u Engleskoj tijekom 17. i 18. stoljeća, kada su autohtone kobile križane s uvezenim orijentalnim pastusima arapskog, barbskog i turkomanskog porijekla. Za sve suvremene engleske punokrvnjake, mogu se pratiti njihovi pedigreji do tri pastuha koji su prvobitno uvezeni u Englesku u 17. i 18. stoljeću, kao i do većeg broja osnivačkih kobila uglavnom engleskog uzgoja. Tijekom 18. i 19. stoljeća pasmina se proširila diljem svijeta. Oni su uvezeni u Sjevernu Ameriku počevši od 1730. godine, te u Australiju, Europu, Japan i Južnu Ameriku tijekom 19. stoljeća. Milijuni čistokrvnih konja postoje i danas, a oko 100,000 ždrebadi registrira se svake godine diljem svijeta.
Engleski punokrvnjaci uglavnom se koriste za trke, ali se također uzgajaju i za druge jahačke discipline, kao što su šou skakanje, kombinirani trening, dresura, polo i lov na lisice. Također se često križaju, kako bi se dobile nove pasmine ili poboljšale postojeće. Imali su utjecaja u nastanku kvartalnih, standardnih, anglo-arapskih i raznih toplokrvnih rasa.
Engleski punokrvnjak izlaže se maksimalnom naporu, što rezultira visokom stopom nesreće i zdravstvenih problema, kao što je krvarenje iz pluća. Ostali zdravstveni problemi obuhvaćaju nisku plodnost, abnormalno mala srca i mali odnos mase kopita i tijela. Postoji nekoliko teorija o razlozima rasprostranjenosti nesreće i zdravstvenih problema kod čistokrvnih konja, a istraživanja su u tijeku.

## Galerija
- Engleski punokrvnjak kao trkaći konj.
- Jedan od tri pastuha, od kojih je nastao engleski punokrvnjak.
- Konjska utrka engleskih punokrvnjaka.
- Engleski punokrvnjak preskače prepreku.